# لوري لوغلين
لوري آن غلين (بالإنجليزية: Lori Loughlin)‏ (من مواليد 28 يوليو 1964) هي ممثلة اميركية. اشتهرت بدورها ريبيكا دونالدسون ومثلت دور بطولة في مسلسل 90210.

## وصلات خارجية
- لوري لوغلين على موقع IMDb (الإنجليزية)
- لوري لوغلين على موقع روتن توميتوز (الإنجليزية)
- لوري لوغلين على موقع ألو سيني (الفرنسية)
- لوري لوغلين على موقع أول موفي (الإنجليزية)
- لوري لوغلين على موقع قاعدة بيانات الأفلام السويدية (السويدية)
- لوري لوغلين على موقع إن إن دي بي (الإنجليزية)
- لوري لوغلين على موقع قاعدة بيانات الفيلم (الإنجليزية)
- لوري لوغلين على موقع كينوبويسك (الروسية)
- "Lori Loughlin". بيبول. 23 أغسطس 2004. مؤرشف من الأصل في 2014-02-22. اطلع عليه بتاريخ 2012-04-14.